# Древовидные пионы
Древовидные пионы — группа видов, естественных и искусственных гибридов и сортов рода Пион (Paeonia) отличающихся толстыми маловетвистыми прямостоячими многолетними побегами.
Большая часть сортов древовидных пионов полифилетического происхождения. Предками могут быть Paeonia suffruticosa, Paeonia jishanensis, Paeonia rockii, Paeonia ostii и их гибриды.
В настоящее время в мире зарегистрировано более 1000 сортов древовидных пионов. Большая часть из них сосредоточена в Китае.

## Виды и естественныегибриды
Систематика группы не устоявшаяся, так как многие виды практически не изучены и редки в дикой природе, в культуре и в одичавшем состоянии встречаются сотни гибридов и сортов трудноотличимых от природных видов.
Иногда эту группу видов выделяют, как «Paeonia suffruticosa комплекс» или секция Moutan.
- Paeonia delavayi — Пион Делавея
- Paeonia ludlowii
- Paeonia qiui (syn. Paeonia ridleyi Z. L. Dai et T. Hong) — некоторыми исследователями признаётся самостоятельным видом[1], по другим данным является подвидом Paeonia suffruticosa subsp. spontanea (Render) S. G. Haw et L. A. Lauener[4]. Вид найден только в четырёх местах провинции Хубэй[3].
- Paeonia ×suffruticosa — Пион древовидный, или кустарниковый.
- Paeonia jishanensis
- Paeonia rockii — Пион Рока
- Paeonia ostii
- Paeonia spontanea (По данным одних авторов является синонимом Paeonia suffruticosa subsp. spontanea (Render) S. G. Haw et L. A. Lauener[1], по данным других авторов является синонимом Paeonia jishanensis)
- Paeonia ×papaveracea Andrews, 1807 (syn. Paeonia yananensis T. Hong et M. R. Li[3])
- Paeonia ×baokangensis Z. L. Dai et T. Hong, 1997

## Классификация сортов
В Китае принята следующая классификация сортов:
- Китайские культурные сорта
  - Сорта севера центрального Китая
  - Сорта северо-западного Китая
  - Сорта области реки Янцзы
  - Сорта юго-восточного Китая
- Сорта на основе экспортированных из Китая растений
  - Японские сорта
  - Европейские сорта
  - Американские сорта
- Видовые растения

## В культуре

### История

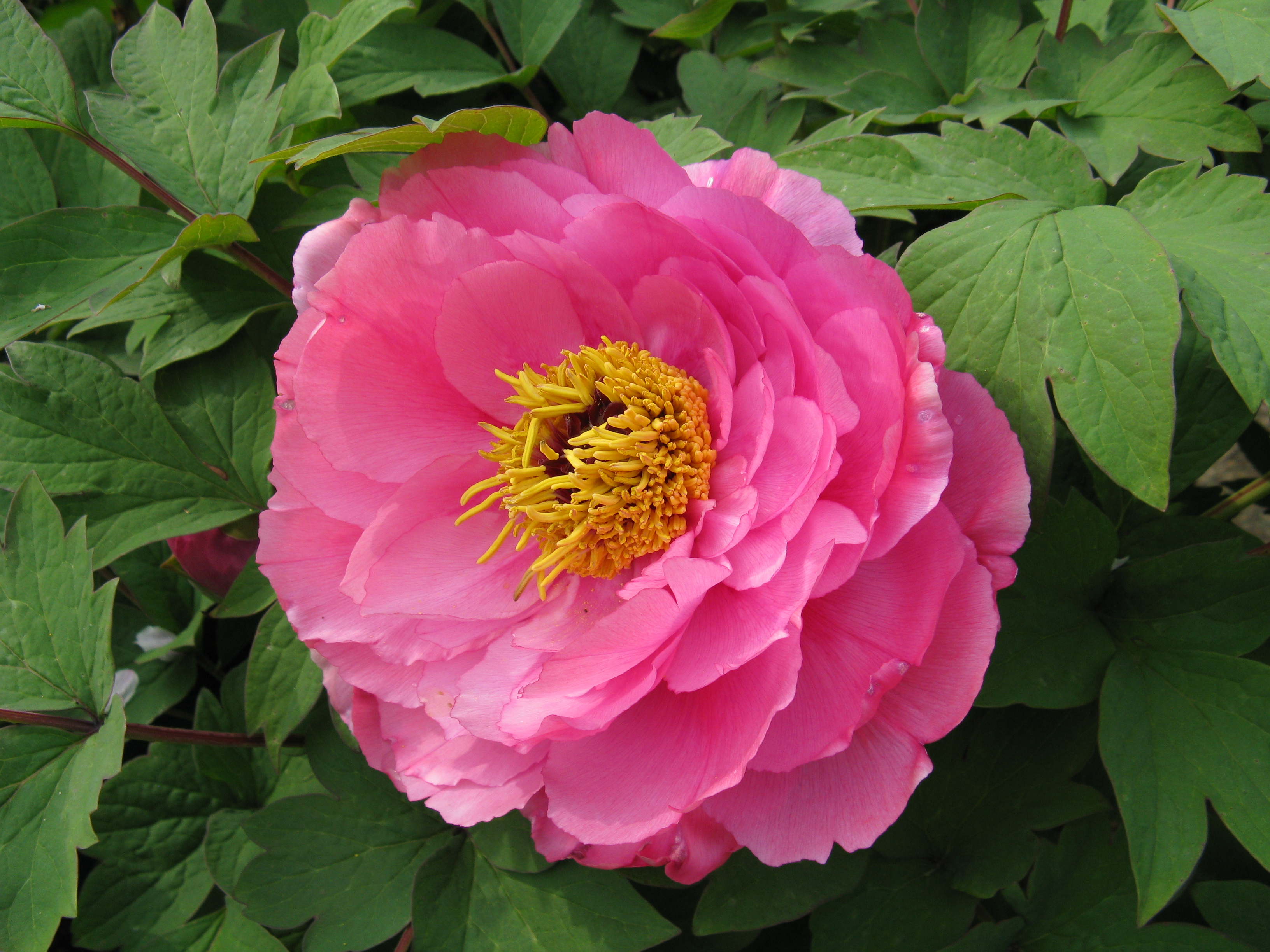
Paeonia suffruticosa '掌花案', Осака, Япония.

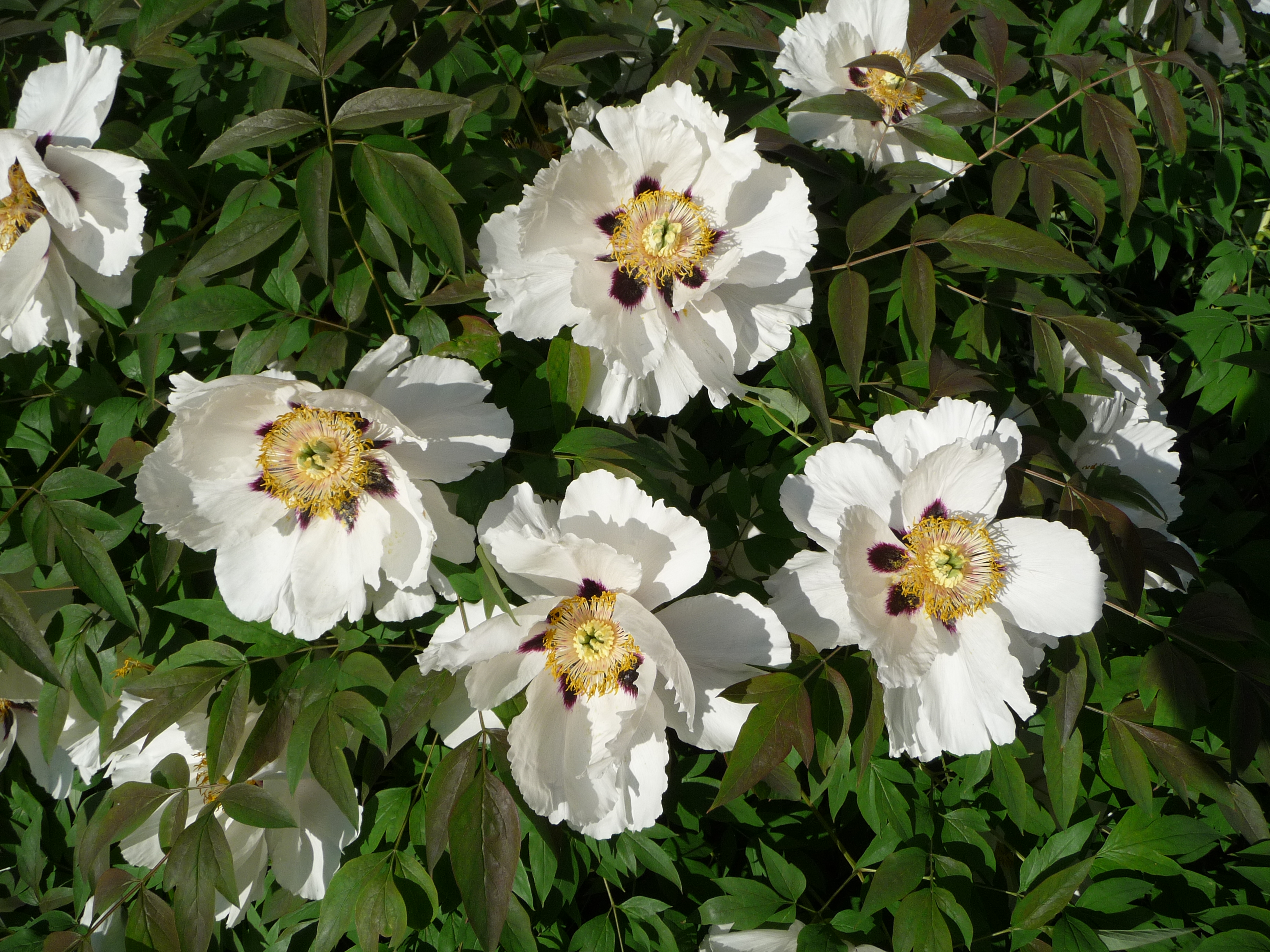

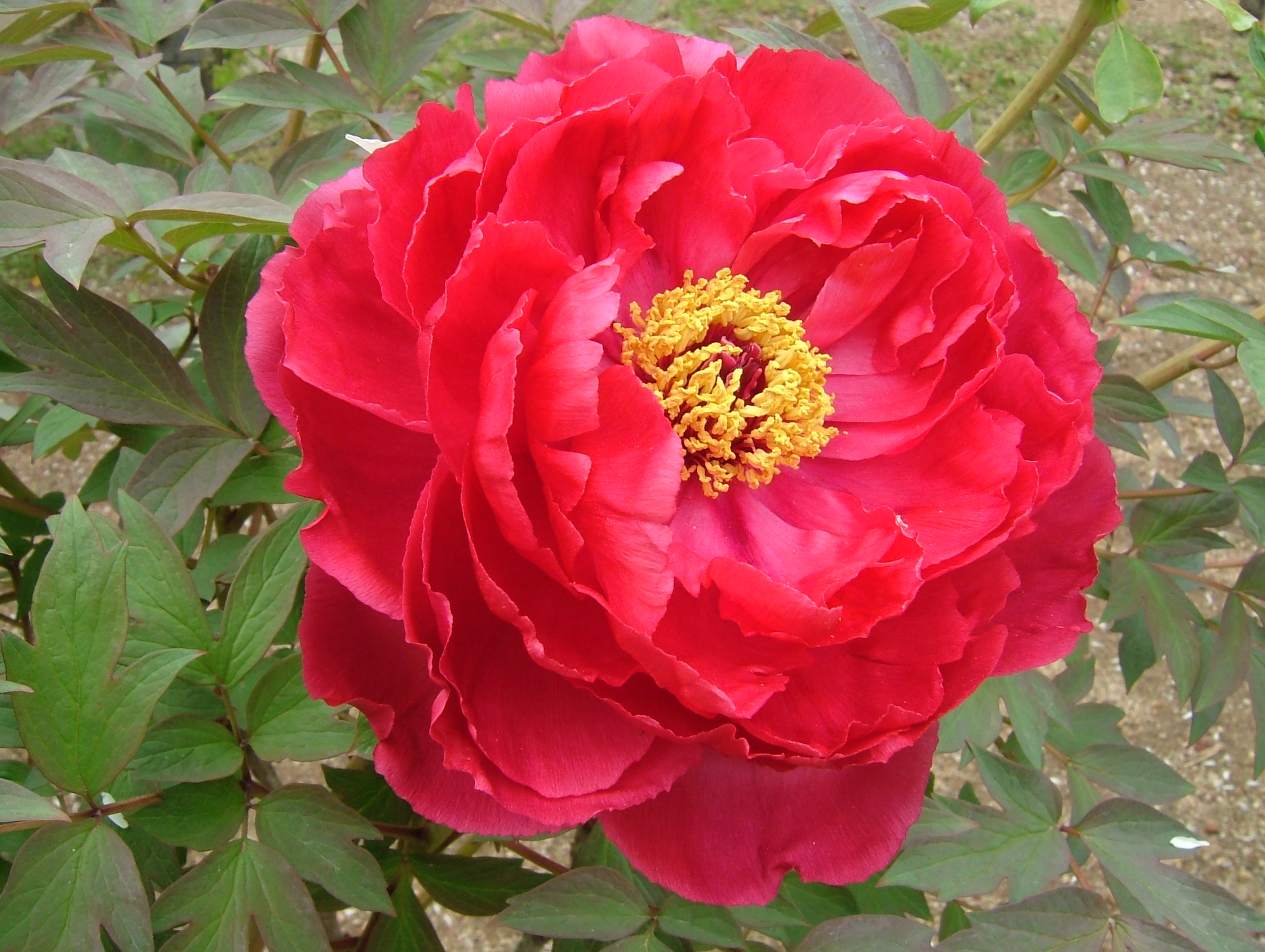
Paeonia suffruticosa 'Shima-nishiki' (島錦)

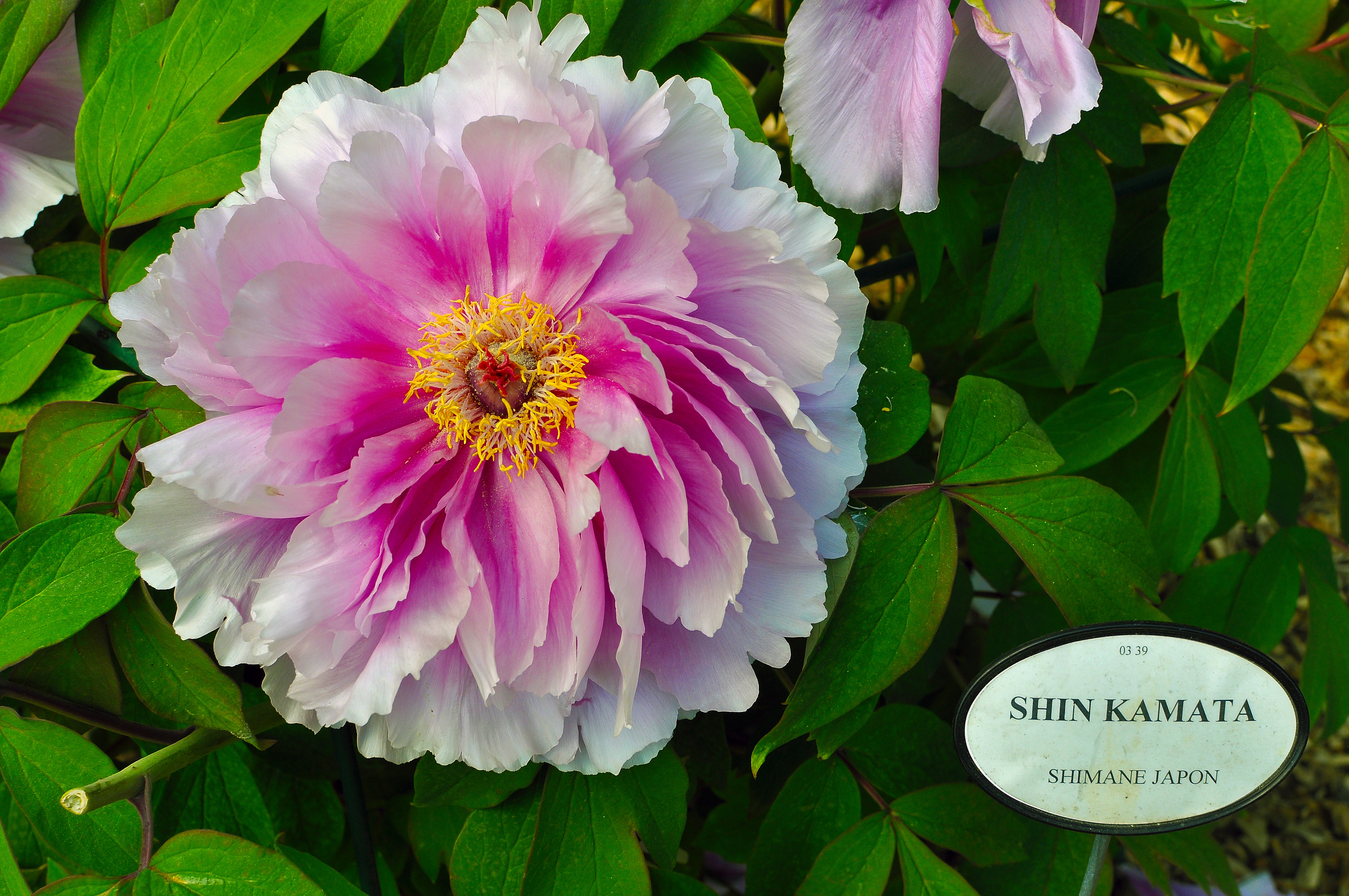
Paeonia suffruticosa 'Shin Kamata'

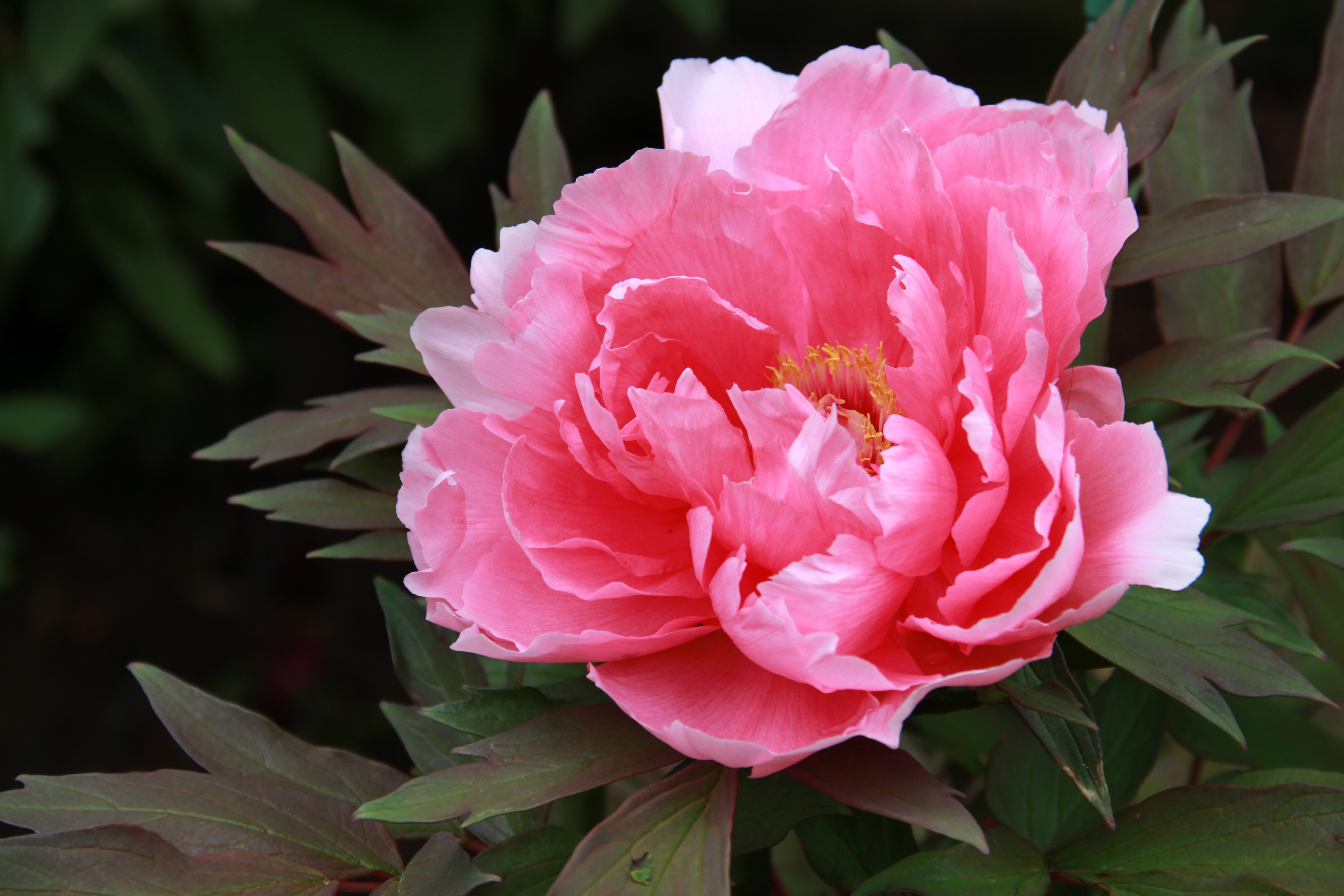
Paeonia suffruticosa 'Yachiyotsubaki'

Согласно китайским источникам интерес к пионам как декоративным растениям начался в период правления династии Хань, ранее 200 лет до н. э. Таким образом, пионы в культуре уже более 2000 лет.
Первый обзор сортов пионов в 1034 году создал Оуян Сю, в нём было описано 24 сорта древовидных пионов. Чжан Сюн (1086—1093) в более поздней книге описывает 119 сортов.
В городе Яньчэн до сих пор растут несколько кустов, посаженных во времена империи Сун (960—1279 гг.), в одном из монастырей провинции Шаньси осталось восемь пионов эпохи Мин (1368—1614 гг.). Самый большой из них достигает высоты 2,4 м, некоторые ветви до 10 см в диаметре.
Самые крупные коллекции древовидных пионов находятся в Лояне. Тысячу лет назад там были созданы сохранившиеся до наших дней «Записи о цветах древовидных пионов», где подробно описаны агротехника и способы выведения новых сортов.
В японской культуре цветение пионов считается признаком наступления весны. Искусственные цветы древовидного пиона украшают причёски учениц гейш Киото в конце марта, с весеннего равноденствия.
В Россию древовидные пионы ввезены примерно в середине XVIII века. Культивировался в холодных оранжереях. В Императорском ботаническом саду, они входили в коллекцию субтропических травянистых растений. В открытом грунте растения содержались только в летний период.
Paeonia suffruticosa упоминается в каталогах ботанического сада Санкт-Петербурга с 1824 г., но возможно, в оранжерейной культуре. В 1857—1879 гг., предположительно, мог выращиваться в открытом грунте. Регель в 1858 г. упоминает этот вид в числе растений, произрастающих в Санкт-Петербурге и окрестностях, но при условии хорошего укрытия на зиму «листьями и соломой».
В марте 1939 года в Ботаническом саду БИН РАН были посеяны семена древовидных пионов, полученные из Брно, чем было положено начало этой культуре в открытом грунте. С наступлением заморозков молодые растения переносились в оранжерею, а в августе 1941 года группа растений была впервые оставлена в открытом грунте на зиму. Они цвели с 25 мая по 20 июня 1945 года, цветки были до 23 см в диаметре, не махровыми, но очень красивыми, с медовым запахом. В настоящее время в саду произрастают три экземпляра из этой группы.
В коллекции ГБС Paeonia suffruticosa растет с 1953 г. 3 образца (23 экз.) выращены из семян, полученных из Киева, есть растения репродукции ГБС. В 20 лет высота 1,5 м, диаметр кроны 170 см. Цветет в мае — июне. Плодоносит с 4 лет, плоды созревают в сентябре. Всхожесть семян 22 %. Укореняется 2 % черенков без обработки. Считается одним из самых зимостойких видов древовидных пионов культивируемых в средней полосе России.
Одним из первых селекционеров древовидных пионов в СССР была Анастасия Антоновна Сосновец (Ботанический сад МГУ). Позже к этой работе присоединилась Вера Федотовна Фомичёва. В 1967 г. исследования были продолжены на новой территории ботанического сада биофака МГУ (Воробьёвы горы) Марианной Сергеевной Успенской. В настоящее время на Воробьёвых горах получено 43 сорта отечественной селекции древовидных пионов.
Древовидные пионы пока не получили должного распространения в озеленении России. Основных причин две. Первая — трудности размножения древовидных пионов. Вторая — практическое отсутствие отечественного посадочного материала. Сегодня российский рынок наводнен польскими и китайскими саженцами, которые, к сожалению, не обладают достаточной зимостойкостью и морозоустойчивостью.

### Культивирование
Посадку растений рекомендуется осуществлять сразу на постоянное место в середине августа — конце сентября. Расстояние между кустами около 1,5—2 метра. Растения размещают вдалеке от больших деревьев, в защищённом от сильных ветров месте. Место посадки должно освящаться солнцем в утренние и вечерние часы. В совершенной тени растения сильно вытягиваются и теряют свои сортовые особенности. В местах освещаемых полуденным солнцем сильно сокращается срок цветения. Совершенно не пригодны мокрые, заболоченные места, здесь древовидные пионы страдают от серой гнили, корни загнивают, и растения гибнут. В низких местах необходимо делать высокие гряды с хорошим дренажом.
Пригодна любая садовая почва, но предпочтительнее хорошо дренированные водопроницаемые суглинки. Посадочная яма около 70 см глубиной и диаметром. В качестве дренажа используется гравий, битый кирпич, песок слоем 15—20 см, затем перепревший навоз. Земельную смесь готовят из перегноя, торфа, верхнего слоя садовой земли с добавлением 300—400 г костной муки или извести. Желательно внести комплексное минеральное гранулированное удобрение и древесную золу. Оптимальная рН почвенной смеси 6—6,5. Плотные глины необходимо улучшать внесением большого количества песка и перегноя. Свежего навоза следует избегать. На супесчаных почвах кусты быстрее теряют декоративность и стареют. Супесчаные почвы можно улучшить добавлением глины и перегноя. Хуже всего пионы чувствуют себя на торфяниках, так как не выносят повышенной кислотности. В торфянистые почвы необходимо добавить золу, костную муку, песок, а также органические удобрения. При повышенной кислотности — золы или извести. Корневая шейка должна располагаться на уровне почвы.
Корневая система древовидных пионов поверхностная. Для кустов в возрасте 8—20 лет выкапывают ямы размером 80×80 см и глубиной 40 см. Взрослые растения в возрасте 10—30 лет легко и успешно переносят пересадку. Первый год после пересадки растение, как правило, болеет, иногда почти все побеги могут казаться полностью засохшими, но к концу вегетационного периода из придаточных почек, находящихся в основании стеблей, появятся новые побеги. Произойдёт омоложение куста.
Удобрения вносят за две недели до начала цветения и через две — после окончания. В качестве удобрений рекомендуется использовать костную муку, древесную золу и минеральные удобрения с высоким содержанием фосфора и калия и небольшим — азота.
В начале октября побеги связывают, приствольный круг мульчируют торфом. После наступления устойчивых заморозков растения укрывают лапником, мешковиной или нетканым материалом. Весной, с началом вегетации, укрытие снимают.

### Размножение
Древовидные пионы размножают семенами, отводками, делением взрослых (5—6-летних) кустов и прививкой.
Семена высевают сразу после созревания, в этом случае всхожесть относительно высокая. Если семена высохнут, то едва прорастет одно из ста. Свежесобранные семена, посеянные в грунт в сентябре-октябре, всходят на 80—85 % и зацветают на 4—5-й год. Чтобы ускорить прорастание, необходима стратификация, которая состоит из двух этапов. Сразу после сбора семена высевают во влажный песок и держат до появления первого корешка при переменной температуре: 6—7 часов при 18 °С и остальное время суток при 30 °С. Корешки обычно проклевываются в январе-феврале. В это время ёмкости с песком и будущими пионами переправляют в тёмный подвал или холодильник вплоть до появления первого листа, что обычно происходит в мае. В начале мая растения выставляют на открытый воздух. В конце августа их можно высадить на постоянное место в хорошо дренированную лёгкую почву.
Отводками размножают в мае до распускания цветков. На побеге, расположенном близко к земле, снизу делают неглубокий надрез и обрабатывают его стимулятором корнеобразования. После этого побег плотно пришпиливают к земле и сверху засыпают почвой слоем 12—15 см. Отводок регулярно поливают. В сентябре окорененный побег отрезают от материнского куста и высаживают на постоянное место. Воздушными отводками размножают также до распускания цветков. Но этот способ менее эффективен. На побеге делают надрезы, обрабатывают их стимулятором корнеобразования и оборачивают их сфагнумом, затем плёнкой и перевязывают. В конце августа образуются корни.
Размножение черенками малоэффективно. Укореняется 2—3 % черенков.
Прививка — самый продуктивный способ. В качестве подвоя можно использовать корни как травянистых, так и древовидных пионов. Лучший срок для прививки — середина августа. В качестве привоя пригодны побеги только текущего года. Существует несколько способов прививки. Наиболее распространённый — с клинообразным срезом. Обычно подвоем служит отрезок корня 10—15 см длиной. Толщина его должна соответствовать толщине черенка. Лучше брать черенок с двумя глазками. Поверхности привоя и подвоя должны быть совершенно гладкими. Привой вставляют в подвой, плотно обвязывают изоляционной лентой клейкой стороной наружу. Самым простым способом является боковая прививка. Привой срезают по диагонали под углом. Затем под таким же углом срезают и корень. Совмещенные привой и подвой плотно связывают и обмазывают садовым варом. Для уменьшения испарения листья с привоя удаляют. Для лучшего срастания привоя с подвоем можно использовать несколько способов:
- привитой материал кладут горизонтально в 2—3 слоя, перекладывая влажными опилками, на 3—4 недели;
- второй — высаживают в парник, регулярно поливают в течение 3—4 недель. Парник прикрывают от прямых солнечных лучей.

В сентябре — октябре прививки высаживают на высокие, хорошо дренированные гряды так, чтобы почка находилась на глубине 6—8 см. Такая углубленная посадка помогает растению образовать хорошую, развитую корневую систему. Весной привой дает побег, а затем переходит на собственные корни.
Делением куста размножают растения в возрасте от четырёх — пяти лет. В первый год в два — три приёма их окучивают на высоту 10 см. На следующий — на 20—25 см. В результате у основания куста появляются новые побеги, которые к осени дают корни. Делят такой куст, пока он находится в состоянии покоя, лучше ранней весной сразу после оттаивания почвы.
Существует другой способ деления куста. В конце августа шести-семилетние растение выкапывают, землю с корней смывают водой из шланга и делят куст на несколько частей. Ранки замазывают садовым варом.
Древовидные пионы относительно устойчивы к болезням и вредителям. Наиболее опасна серая гниль. Поражённые растения опрыскивают раствором марганцовокислого калия (3 г на 10 л воды) или медным купоросом (0,6—0,7 % раствор). Поражённые побеги и погибшие растения сжигают.
В условиях средней полосы России древовидные пионы желательно укрывать на зиму после наступления устойчиво низких температур.